# Международный авиационно-космический салон
Международный авиационно-космический салон (МАКС) — международная аэрокосмическая выставка, проводящаяся с периодичностью раз в два года в городе Жуковский, на аэродроме ЛИИ имени М. М. Громова, недалеко от Москвы. Впервые выставка состоялась в 1993 году. Организаторы выставки — Федеральное агентство по промышленности (до 2009 года), Правительство Москвы (2009) и Государственная корпорация Ростех. Устроителем МАКС является ОАО «Авиасалон».

## О выставке
Авиасалоны проводятся в городе авиационной науки и техники — Жуковском, на аэродроме центральной испытательной базы страны — Лётно-исследовательского института им. М. М. Громова.
Впервые выставка состоялась в 1993 году, с тех пор МАКС проходит, как правило, раз в два года и длится 6 дней, из которых последние 3 дня вход на авиасалон открыт для всех.
Значительное место в программе МАКС занимают научные конференции и симпозиумы, проводимые под эгидой государственного научного центра России — ЦАГИ.
Цель проведения авиасалона — демонстрация российских высоких технологий и открытости внутреннего рынка России для совместных проектов с зарубежными партнёрами.
МАКС является важным отраслевым мероприятием, крупнейшей выставкой авиатехники в Восточной Европе и одно из крупнейших публичных мероприятий, проводимых в России. За дни работы выставку посещает около 500 тысяч человек; рекорд, установленный выставкой МАКС-2001, которую посетило свыше 660 тыс. человек, не превзойдён ни одним авиационно-космическим салоном мира.
Вместе с тем, МАКС отличает не только его содержание, но и зрелищность. МАКС — это авиашоу, на которое приходят посмотреть сотни тысяч зрителей. Регулярно выступают российские пилотажные группы («Русские витязи», «Стрижи» и др.), а также иностранные («Патруль де Франс», «Фречче Триколори», «Первое августа» и др.). По словам посетителей, МАКС в каком-то роде похож на пикник: посетители лежат на траве, едят шашлык и пьют пиво и квас.
Проехать к месту проведения авиасалона можно на личном транспорте по Р105 Егорьевскому шоссе через г. Раменское, либо по М5E 30 Новорязанскому шоссе через аэропорт «Быково» и г. Жуковский. На электропоезде Рязанского направления Московской железной дороги можно добраться до платформ «Отдых» или «42-й километр» (отправление из Москвы с Казанского вокзала), откуда до места проведения авиасалона курсируют автобусы. Также организовываются дополнительные электропоезда и автобусы.

## История проведения авиасалона
Первая в России международная авиационная выставка прошла в 1911 году в Михайловском манеже Санкт-Петербурга. Спустя 22 года, 18 августа сделали Днём Воздушного Флота СССР и с тех пор отмечали его, устраивая авиашоу на аэродроме в московском Тушине.
Первый авиасалон в городе Жуковском перед «Инженерным» корпусом ЦАГИ прошёл в 1990 году. После распада Советского Союза авиаторы окончательно перебрались в Жуковский, где в 1992 году на базе Лётно-исследовательского института (ЛИИ) имени Громова прошла Международная авиационно-космическая выставка «МосАэроШоу-92» (11-16 августа). С 1993 года в соответствии с указанием президента России Б. Н. Ельцина единым местом проведения международных авиационно-космических салонов была определена территория ЛИИ имени М. М. Громова, а сами выставки стали регулярно проводиться раз в два года по нечётным годам:

### История авиасалона МАКС в цифрах[8]
| Год  | Стран мира | Компаний | Компаний из России и СНГ | Экспонатов, авиатехника | Сумма контрактов (млрд $) | Посетителей (тыс. чел.) | Входной билет (руб.) |
| ---- | ---------- | -------- | ------------------------ | ----------------------- | ------------------------- | ----------------------- | -------------------- |
| 1992 | 11         | 203      | 136                      | 114                     |                           | 300                     |                      |
| 1993 | 17         | 260      | 178                      | 173                     |                           | 400                     | 250                  |
| 1995 | 23         | 400      | 300                      | 150                     | 0                         | 500                     |                      |
| 1997 | 24         | 400      | 250                      | 150                     |                           | 500                     |                      |
| 1999 | 28         | 450      | -                        | 150                     |                           | 500                     | 100                  |
| 2001 | 34         | 537      | 422                      | 166                     | менее 1                   | 660                     | 100                  |
| 2003 | 40         | 606      | 488                      | 249                     | 1,5                       | 650                     | 200                  |
| 2005 | 40         | 654      | 520                      | 221                     | 5                         | 512                     | 300                  |
| 2007 | 39         | 787      | 540                      | 279                     | 3                         | 557,3                   | 350                  |
| 2009 | 34         | 711      | 436                      | 740                     | 10                        | 550                     | 450                  |
| 2011 | 40         | 800      |                          | 240                     | более 10                  | 440                     | 600                  |
| 2013 | 44         | 864      |                          | 256                     | 21,2                      | 350                     | 700                  |
| 2015 | 30         | 700      | 600                      |                         | 3                         | 405                     | 850                  |
| 2017 | 35         | 880      | 700                      |                         |                           | 452                     | 900                  |
| 2019 | 33         | 827      | 643                      | 202                     | 3,8                       | 579                     | 1000                 |
| 2021 | 56         | 831      | 538                      | 202                     | 3,6                       | 135                     | 1000                 |

## МосАэроШоу' 92
14 февраля 1992 года для подготовки и проведения «Мосаэрошоу-92» было зарегистрировано ТОО «Авиасалон», учредителями которого стали ЛИИ имени М. М. Громова (в лице Ю. А. Нагаева), в/о Авиаэкспорт и АКБ «Авиабанк». 6 мая 1992 года вице-президент Российской Федерации А. В. Руцкой подписал распоряжение «О демонстрации достижений авиационно-космической промышленности России».
Международная авиационно-космическая выставка «МосАэроШоу' 92» была проведена на аэродроме Лётно-исследовательского института им. М. М. Громова 11-16 августа 1992 года. В ней приняли участие 203 предприятия из стран СНГ и дальнего зарубежья, которые представили 114 летательных аппаратов. Общее число посетителей составило около 300 тыс. человек. Выставку открыл вице-президент России А. В. Руцкой.
В выставке приняли участие представители 69 зарубежных фирм из 11 стран, в том числе таких известных американских компаний, как Rockwell International, United Technologies и Pratt & Whitney. В Жуковском широкой публике впервые был продемонстрирован самолёт Ту-204 с двигателями Rolls-Royce. Ведущие ОКБ России показали свои новые разработки — самолёты-амфибии Бе-200 и А-40 «Альбатрос», вертолёты Ми-38 и Ка-226, ряд самолётов бизнес-класса.
Лётная программа
Открывал аэрошоу совместный пролёт самолёта Як-38 и вертолёта Ми-8, которые несли флаг авиасалона. Изначально планировалось нести флаг двумя Як-38, но 28 июля при отработке элемента «карусель» был потерян один Як-38: после завершения фигуры возник опасный крен, из-за которого сработала автоматическая система аварийного покидания самолёта, и пилота Як-38, заслуженного лётчика-испытателя СССР Виктора Заболотского, неожиданно катапультировало. Однако организаторы не стали отменять пролёт, заменив потерянный Як-38 вертолётом Ми-8.
Также в программу показа входила демонстрация катапультирования из летающей лаборатории Су-15 на малой высоте (при этом произошла вторая авария: после манекена пришлось катапультироваться и самому пилоту из-за отказа управления), групповой пилотаж МиГ-31 и пары Су-27, парный пилотаж А. Н. Квочура и В. А. Логиновского на Су-27, в том числе встречный пилотаж над полосой, укороченный взлёт МиГ-21 с использованием трамплина, пролёт МиГов — МиГ-21, МиГ-23, МиГ-25, МиГ-31, пролёт Ту-22М3, катапультирование из летающей лаборатории Ан-12 на малой высоте из перевёрнутого положения, а также пилотаж группы «Небесные гусары» на Су-25.
Итоги
По данным журнала «Власть», в рамках выставки авиационная ассоциация «Ильюшин» подписала соглашение с авиакомпанией «Аэрофлот — Российские международные авиалинии» о продаже 20 самолётов Ил-96М. Подписаны также соглашения с иностранными фирмами о закупке партии Ми-17 и Як-42, соглашение между американской компанией Allied Signal и НИИ авиационного оборудования о совместной разработке и производстве бортового радионавигационного оборудования. Руководители АНТК «МиГ» провели переговоры с английской фирмой Avionik о модернизации электронного оборудования для самолётов МиГ, подписали соглашение по созданию совместного предпритятия с одной из немецких фирм о помощи в эксплуатации МиГ-29, находящихся на вооружении Германии, провели предварительные переговоры о продаже МиГ-29 и МиГ-31 в Португалию, Южную Корею и Швейцарию. ММЗ имени П. О. Сухого провёл в Жуковском предварительные переговоры о продаже в Южную Корею истребителей Су-27 и подписал протокол о намерениях с Airbus Industrie по сертификации спортивно-акробатического самолёта Су-26. Кроме того, ММЗ имени Сухого подписал контракт с французской фирмой Thomson о сотрудничестве в области разработки бортового и навигационного оборудования для гражданских самолётов.
Начальник отдела ВО «Авиаэкспорт» Алексей Диденко, комментируя итоги выставки, заявил, что для российской авиапромышленности наметился «выход из пикирования».

## МАКС-1993
В 1993 году выставка получила своё сегодняшнее официальное название и статус Международного авиационно-космического салона (МАКС). I Международный авиационно-космический салон МАКС-1993 проходил с 31 августа по 5 сентября сразу на трёх площадках: в Жуковском, на центральном аэродроме в Москве — Ходынском поле и в выставочном комплексе на Красной Пресне. В работе авиасалона приняли участие 178 предприятий из стран СНГ и 82 иностранные фирмы. Число посетителей выставки превысило 400 тыс. человек.
Новинкой авиасалона стал многоцелевой истребитель Су-35. ОКБ имени Сухого также впервые выставило боевые самолёты Су-24МК и Су-30МК, а НТК имени Камова показал противотанковый вертолёт Ка-50 («Чёрная акула»). В области гражданской авиации публике впервые были представлены грузовая версия Ту-204, Ил-96М и Ан-74Т.
По данным журнала «Деньги», ни одно из событий этого салона не оставило серьёзного следа в российской и международной авиации:

Канадская Pratt & Whitney и НПО имени Климова объявили о создании совместного предприятия «Pratt & Whitney Canada/Климов лимитед», которое должно было стать ведущим отечественным поставщиком газотурбинных двигателей малой и средней мощности для гражданской авиации в СНГ. Однако спустя четыре года СП развалилось. АК имени Ильюшина представил новый многоцелевой самолёт Ил-112, который остаётся проектом до сих пор. Французская Snecma вела переговоры с АО «Пермские моторы» на тему модернизации российского двигателя ПС-90, с КБ имени Микояна — о поставках моторов Larzac для учебно-тренировочного самолёта МиГ-АТ, с «Аэрофлотом» — о замене двигателей на лайнерах Ил-86. Успешным оказался только военный проект. Неважно выступил авиасалон и в роли шоу: по неофициальной информации, он принёс организаторам около $300 тыс. убытков.

По опыту проведения МАКС-93 стало ясно, что салон должен проводиться в одном месте. В соответствии с указанием президента России Б. Н. Ельцина единым местом проведения международных авиационно-космических салонов была определена территория ЛИИ им. М. М. Громова в городе Жуковском Московской области. В дальнейшем выставки стали регулярно проводиться по нечётным годам.

## МАКС-1995
II Международный авиационно-космический салон МАКС-1995 состоялся 22-27 августа 1995 года. В выставке участвовало более 300 российских фирм и около 100 зарубежных компаний, было представлено около 150 образцов техники.
Впервые массовому зрителю были показаны самолёт Ил-76МФ с двигателями ПС-90А, истребитель Су-32ФН, ближнемагистральный пассажирский самолёт Ту-334, транспортный вертолёт Ка-62 и многоцелевой Ка-226. Также впервые демонстрировались российские ЗРПК «Панцирь» и ЗРС С-300ПМУ (первая модель ряда С-300ПМ). Здесь же состоялась встреча двух учёных: американского специалиста в области радиолокации Д. К. Бартона (ЗРС «Пэтриот»), и генерального конструктора А. А. Леманского, во время которой Бартон, как учёный, признал превосходство российской ЗРС над американской.
По данным журнала «Деньги», судьба заключённых на МАКСе соглашений о поставках российских самолётов оказалась печальной: ни одно из них так и не стало твёрдым контрактом. Глава Госкомоборонпрома Виктор Глухих, курировавший МАКС-95, заявил, что нынешний салон безусловно хуже, чем «тот, который состоится в 1997 году».

## МАКС-1997
III Международный авиационно-космический салон МАКС-1997 состоялся 19-24 августа 1997 года. Впервые авиасалон открывал президент России — Борис Ельцин. МАКС-1997 привлёк около 400 авиакосмических компаний из 24 стран мира (из которых 250 компаний — из России и других стран СНГ).
Российские компании представили 110 из 150 экспонатов салона, а российские пилоты выполнили 187 из 207 демонстрационных полётов. Впервые на авиасалоне КБ «Радуга» показало гиперзвуковую летающую лабораторию (ГЛЛ) «Радуга Д2» на базе авиационной ракеты Х-22 и прототип гиперзвукового летательного аппарата с прямоточным воздушно-реактивным двигателем ГЭЛА (Х-90). Среди новинок авиасалона также были представлены макет сверхлёгкого многоцелевого вертолёта «Актай» (Казанский вертолётный завод), и передатчики активных помех для подавления приёмников спутниковых навигационных систем (Авиаконверсия).
Авиасалон посетили около 500 тыс. зрителей.
По данным журнала «Деньги», контрактов на салоне было подписано немного, и в части российской техники они оказались несостоятельными.

## МАКС-1999
IV Международный авиационно-космический салон МАКС-1999 проходил с 17 по 22 августа 1999 года. В МАКС-99 приняло участие более 300 предприятий из России и других стран СНГ, а также около 100 зарубежных фирм. Подавляющее большинство отечественных экспонатов авиасалона МАКС-99 оказалось ещё советскими разработками. Была показана всего одна новинка — экспериментальный боевой самолёт с обратной стреловидностью крыла С-37 «Беркут».
Европейский концерн Airbus, второй в мире производитель магистральных гражданских самолётов, отказался участвовать в салоне, объяснив это решение реализацией корпоративной программы по общему сокращению расходов. Скандал с Airbus нанёс существенный ущерб имиджу авиасалона.
На салоне было объявлено, что ОАО «Рыбинские моторы» (НПО «Сатурн» — после слияния «Рыбинских моторов» и КБ «Люлька-Сатурн») продлило контракт с американо-французской фирмой CFMI (выпускает двигатели для Boeing и Airbus) по выпуску комплектующих на экспорт.
- БТС-002 ОК-ГЛИ на МАКС в 1999 году.
- МиГ-25 в небе над Жуковским.
- ЗРС С-300ПМУ2 «Фаворит» с тягачом МАЗ.

## МАКС-2001
V Международный авиационно-космический салон МАКС-2001 состоялся в подмосковном Жуковском 14-19 августа 2001 года. Авиасалон открыл президент России Владимир Путин. По заявлению генерального директора авиасалона МАКС-2001 Юрия Нагаева, в работе авиасалона приняли участие 537 фирм из 34 стран, на статической экспозиции и демонстрационных полётах показано около 150 летательных аппаратов. Они заняли открытые площадки общей площадью 4 тысячи квадратных метров. Вся экспозиция была развёрнута на территории площадью 11 тысяч квадратных метров в 30 павильонах.
Коллектив ОКБ Сухого впервые представил экспозицию, «олицетворяющую единую концепцию развития современного боевого самолёта за последние десять лет»: от «старичков» Су-24 и Су-25 до модернизированных Су-27 и перспективной разработки нового поколения Су-47 «Беркут» (переименован из С-37).
Промышленная компания «Концерн „Антей“» и АО «Оборонительные системы» представили «торы», «буки» и С-300.
В московском авиасалоне МАКС-2001 впервые принял участие Европейский концерн EADS (англ. Aeronautic Defence and Space Company).
Впервые на выставке демонстрировало свою продукцию российско-индийское СП «БраМос», создавшее на базе ракеты «Яхонт» универсальную сверхзвуковую систему «БраМос», испытанную в Индии 12 июня 2001 года.
На МАКС-2001 не было подписано крупных сделок. Было подписано восемь международных контрактов по модернизации российских истребителей (в частности, Су-25 и МиГ-25), заключена сделка на покупку Бирмой 15 российских истребителей Миг-29 на сумму 150 млн $, Индия выдвинула предложение о покупке российских учебно-тренировочных самолётов нового поколения (МиГ-АТ конструкторского бюро «МиГ» или Як-130 КБ им. Яковлева), Газпром закупил 50 новых вертолётов Ка-226 (для обслуживания газо- и нефтяных трубопроводов, которые пролегают в труднодоступных северных районах, и для полётов в районы добычи углеводородного сырья).
- Посетители выставки у тяжёлого транспортного самолёта Ан-225
- Взлёт экспериментального самолёта Су-47 «Беркут»
- Экспозиция авиационных средств поражения в крытом павильоне

## МАКС-2003
VI Международный авиационно-космический салон МАКС-2003 состоялся 19-24 августа 2003 года. В нём приняло участие 606 предприятий, организаций и фирм из 40 стран мира. Из 249 представленных образцов авиатехники 65 самолётов и вертолётов было зарубежного производства.
На МАКС-2003 ВВС РФ представили самолёт Су-32-ФМ, модернизированные варианты Су-24, Су-25 и Су-27, а также транспортный самолёт Ил-76-МФ. Новая гражданская авиатехника — ближнемагистральные самолёты RRJ (Russian Regional Jet) на 70, 85 и 95 мест (разработки ОКБ им. Сухого) и 150-местный среднемагистральный МС-21 (ОКБ им. Яковлева и ОКБ им. Ильюшина) — была показана в павильонах в виде макетов. Целый павильон заняли дебютировавшие на авиасалоне Космические войска России (в оформлении экспозиции участвовал дизайнер Борис Краснов).
Программа демонстрационных и показательных полётов включала 222 полёта. Наряду с российскими пилотажными группами «Русские Витязи», «Стрижи», «Небесные Рыцари» и «Русь» своё мастерство в небе показали пилотажные группы «Патруль де Франс» (Франция) и «Фречче Триколори» (Италия), а также пилот ВВС США на F-15E. В программу полётов был также включён корабельный истребитель Су-33, из числа тех, которые базируются на единственном российском тяжёлом авианесущем крейсере (ТАВКР) «Адмирал Кузнецов».
Итоги
По словам генерального директора ЗАО «Авиасалон» Игоря Новикова, МАКС-2003 посетили свыше 600 тыс. человек, в том числе около 50 тыс. бизнес-посетителей. По данным МВД — было зарегистрировано 650 тыс. посетителей. Гостями МАКС-2003 стали главкомы ВВС 25 государств и президент корпорации EADS Райнер Гертрих.
Общая сумма контрактов, заключённых на авиасалоне составила более 1,5 млрд $. Первым контрактом, заключённым на авиасалоне, стало соглашение авиакомпании «Трансаэро» о лизинге сроком на 15 лет четырёх самолётов Ту-204-300 на сумму в 200 млн $. Авиакомпания «Пулково» заключила соглашение на поставку 25 пассажирских самолётов Ту-334 с РСК «МиГ» на сумму 300 млн $. На такую же сумму ВАСО и авиакомпания «Волга-Днепр» договорились с «Ильюшин финанс» о лизинге шести грузовых самолётов Ил-96-400. КАПО заключило контракт на поставку восьми Ту-214 в пассажирском и грузовых вариантах авиакомпаниям «Омскавиа» и «Авиаст» на 266 млн $, а НАПО им. Чкалова за 10 млн $ передали в лизинг авиакомпании «Карпатские международные авиалинии» три пассажирских самолёта Ан-38 сроком на десять лет. РСК «МиГ» совместно с концерном EADS подписали меморандум о создании на базе перехватчика МиГ-31 туристического летательного аппарата (100 млн $).
Из крупных военных контрактов были подписаны соглашения о поставке «Рособоронэкспортом» в 2005 году 12 ПУ и двух командных пунктов ЗРС С-300ПМУ1 для Минобороны Вьетнама (20 млн $); РСК «МиГ», Агентство промышленного развития Польши и польский авиазавод «ПЗЛ» парафировали трёхсторонний договор о лицензионном производстве в Польше около 50 учебно-тренировочных самолётов МиГ-АТ (100 млн $). В космической отрасли «Рособоронэкспорт», Космические войска России и немецкая компания «ОХБ систем» за 40 млн $ достигли соглашения о запуске в течение 2005—2007 годов с космодрома Плесецк пяти германских спутников радиолокационной разведки SAR-Lupe.
- Су-33.
- Су-34 набирает высоту.
- МиГ-25ПУ.
- Ка-60.

## МАКС-2005
VII Международный авиационно-космический салон МАКС-2005 состоялся 16-21 августа 2005 года. Выставка открылась при участии президента Российской Федерации В. В. Путина, который отметил возрастающий интерес к авиасалону МАКС и подчеркнул: «Такое внимание к авиасалону МАКС понятно, так как наша страна известна как одна из наиболее передовых в аэрокосмической области».
Экспозиция
В работе МАКС-2005 приняли участие 654 предприятия и фирмы, в том числе 520 из России, стран СНГ и Балтии и 134 из дальнего зарубежья. Экспонаты были представлены как на открытом воздухе, так и в павильонах. Был открыт доступ в кабины ряда летательных аппаратов.
40 стран-участниц МАКС-2005 представили 221 летательный аппарат на статической стоянке. Из них зарубежные страны представили 62 летательных аппарата.
В сегменте боевых самолётов наибольшее представление традиционно для МАКС имели российские и американские экспонаты. Российская сторона представила на МАКС-2005 весь спектр боевой авиации начиная от лёгких учебно-боевых самолётов, до тяжёлых военно-транспортных самолётов и стратегических бомбардировщиков. Так же существенным было участие США, которые представили 9 боевых самолётов — в том числе истребители F-15 и F-16, а также впервые демонстрировавшийся в России сверхзвуковой стратегический бомбардировщик В-1В.
На отдельной стоянке размещалось 18 учебно-боевых самолётов из состава пилотажных групп ВВС Франции «Патруль де Франс» и ВВС Италии «Фречче Триколори». Экспозиция авиационно-космической техники разместилась в 38 павильонах общей площадью 30 000 м².
На МАКС-2005 впервые показали Ан-148, предназначенный для замены региональных Ту-134 и Як-42. Казанский вертолётный завод впервые представил лёгкий боевой вертолёт «Ансат-2РЦ». Большой популярностью у посетителей пользовались макет перспективного российского космического корабля «Клиппер» корпорации «Энергия».
Лётная программа
За 6 дней было проведено 243 демонстрационных полёта. Зрители увидели 49 видов истребителей, учебных самолётов, вертолётов, стратегических бомбардировщиков, а также транспортных и грузовых самолётов.
В полётах на МАКС-2005 участвовало большое количество тяжёлых боевых самолётов — в частности, пилотаж выполнили все типы самолётов дальней и стратегической бомбардировочной авиации России — над аэродромом прошли Ту-160, Ту-95 и Ту-22М3.
Пилотажные группы были представлены российскими «Русскими витязями» на самолётах Су-27, «Стрижами» на самолётах МиГ-29 и французской группой «Патруль де Франс» на самолётах Alpha Jet, был выполнен групповой пилотаж на штурмовиках Су-25.
В ходе показательных полётов корпорация «МиГ» впервые продемонстрировала МиГ-29М ОВТ, оборудованный двигателями РД-33 с отклоняемым вектором тяги, и модифицированный истребитель МиГ-29М2. Индивидуальный пилотаж на истребителях так же был проведён российским Су-47 и французскими Dassault Mirage 2000.
Итоги
Выставку посетили 512 тыс. посетителей. Объём продаж российской авиатехники и компонентов к ней составил около 5 млрд $. По оценке газеты «Коммерсантъ», бо́льшая часть соглашений носила внутрироссийский характер.
В частности, «Рособоронэкспорт» и авиакорпорация HAL (Индия) подписали контракт о лицензионном производстве авиадвигателей АЛ-55И разработки НПО «Сатурн» на сумму 300 млн $. ОАО «Авиационная холдинговая компания „Сухой“», ЗАО «Гражданские самолёты Сухого» и ОАО «Финансовая лизинговая компания» (ФЛК) подписали договор купли-продажи десяти самолётов Russian Regional Jet (RRJ). Сумма сделки, по оценке газеты «Коммерсантъ», составила около 260 млн $.
Лизинговая компания «Ильюшин Финанс Ко.» подписала семь соглашений на поставки 56 самолётов общей стоимостью 1,6 млрд $. Речь идёт о 18 Ан-148-100B для авиапредприятия «Пулково», 20 Ан-148 в пассажирской и грузовой версиях для авиакомпании «Полёт», одного Ан-148 в варианте VIP для «Красэйра», двух Ил-96-300 для Cubana de Aviacion S.A., восьми грузовых самолётов Ил-96-400Т для авиакомпании «Волга-Днепр», двух Ту-204-300 для «Владивосток Авиа», двух Ту-204-100 для «Кавминводыавиа», двух аналогичных самолётов и одного грузового Ту-204С для Cubana de Aviacion S.A.
Авиакомпании «Волга-Днепр» и «Полёт» разместили заказ на ульяновском ЗАО «Авиастар-СП» на производство десяти модернизированных Ан-124М-150 на сумму около 1,5 млрд $.
Из сделок с зарубежными партнёрами называются соглашение между Европейским авиакосмическим концерном EADS и НПК «Иркут» о регистрации СП «EADS IRKUT Seaplane SAS» для продвижения самолёта-амфибии Бе-200, а также соглашение о стратегическом партнёрстве, которое предусматривает приобретение EADS 10 % акций НПК «Иркут», оцениваемых в 50 млн евро. «Иркут» также подписал с Airbus соглашение о российском участии в разработке и производстве нового европейского дальнемагистрального лайнера A-350. АХК «Сухой» подписала с итальянской компанией Finmeccanica и её дочерней структурой Alenia Aeronautica меморандум о взаимопонимании по развитию проекта производства RRJ. В рамках этого соглашения, по словам гендиректора АХК Михаила Погосяна, стороны договорились о продаже Alenia не менее 25 % акций ЗАО «Гражданские самолёты Сухого».
- Ан-140.
- Многофункциональный вертолёт Ми-38.
- Тяжёлый транспортный самолёт ВМ-Т.
- Як-130 набирает высоту.

## МАКС-2007
VIII Международный авиационно-космический салон МАКС-2007 состоялся с 21 по 26 августа 2007 года. В его открытии принял участие президент России Владимир Путин.
Экспозиция
В авиасалоне приняли участие 543 российские и 243 иностранные компании из 39 стран мира, что почти на треть больше, чем в 2005 году. 79 иностранные компании участвовали в МАКС впервые. Демонстрировалось 279 гражданских и военных летательных аппаратов.
Россия впервые представила зенитно-ракетный комплекс С-400 и продукты компании Объединённая авиастроительная корпорация. Значительное внимание уделялось проектам Sukhoi Superjet 100 и ГЛОНАСС. Посетители смогли увидеть экспозиции Германии (25 компаний), Франции (22 компании), США (13 компаний), Китая (14 компаний), Бельгии (17 компаний), Украины (15 компаний) и Чехии (8 компаний).
В 2007 году информационный центр на МАКСе был организован корпорацией «Google Россия», открывшей блог авиасалона.
Лётная программа
На МАКС-2007 в были продемонстрированы полёты самолётов Су-34, Ту-204-100, Ту-334-100, МиГ-29КУБ, МиГ-29ОВТ, Як-130, Ил-96Т, Ил-76МД-90, Ил-114-100, Су-30МК, вертолётов Ка-226, Ми-38, Ми-28Н и Ми-35М. Показ был завершён выступлением пилотажных групп «Русские Витязи» и «Стрижи».
Итоги
Выставку посетили более 600 тыс. человек.
В рамках деловой программы МАКС-2007 было проведено более 300 бизнес-встреч, которые включали подписание контрактов, опционов, соглашений и протоколов о намерениях. Участники авиасалона МАКС-2007 заключили контракты на сумму около 3 млрд $. По словам президента ОАО «Авиасалон» Ю. А. Нагаева,

Только «ОАК» на салоне 2007 года подписал контракты по гражданской авиационной технике на сумму 1,5 млрд $, а контрактов по военно-техническому сотрудничеству было заключено на сумму около 1 млрд $, в том числе:
1. Контракт между ФГУП «Рособоронэкспорт» и Минобороны Индонезии о поставке 3 самолётов Су-27СКМ, 3 самолётов Су-30МК2, а также авиационного оборудования на сумму 330 млн $;
2. Договор между ММПП «Салют» и компаниями из Индии, Китая и Эфиопии на поставки авиационных двигателей на сумму 40 млн $;
3. Контракты между РСК «МиГ» и Минобороны Казахстана на сумму свыше 60 млн $ на поставку тренажёра для истребителей-перехватчиков МиГ-31;
4. Протокол о намерениях между ФГУП «Рособоронэкспорт» и Минобороны Чили о поставках 30 вертолётов Ми-17В-5 на сумму более 400 млн $.

Подписано несколько соглашений с Украиной, среди которых соглашение о координировании действий по космическим полётам (на Луну и Марс).
Авиакомпания правительства Москвы «Атлант-Союз» подписала с американской корпорацией «Боинг» контракт на покупку четырёх «Боингов-737» на сумму 249 млн $.
- Кабина истребителя Су-30МК.
- Сверхзвуковой пассажирский лайнер Ту-144.
- Американский военно-транспортный самолёт C-17 Globemaster III
- Пилотаж в исполнении «Стрижи»

## МАКС-2009
МАКС-2009 проводился с 18 по 23 августа 2009 года. Организацией МАКС-2009 занималось правительство Москвы, которое выделило 70 % средств на проведение авиасалона. Открыл авиасалон премьер-министр Российской Федерации Владимир Владимирович Путин. Также на открытии присутствовали министр обороны Анатолий Эдуардович Сердюков и вице-премьер Сергей Борисович Иванов.
Существенно омрачила проведение авиасалона гибель при подготовке к авиашоу командира «Русских витязей» полковника И. В. Ткаченко за два дня до открытия авиасалона. Причиной аварии стал ряд нарушений правил полётов, допущенных самим Ткаченко. Авиасалон был начат с минуты молчания в память о погибшем лётчике. Пилотажная группа «Русские витязи» всё же приняла участие в авиасалоне — 23 августа пилотажная программа авиасалона была закрыта проходом четвёрки Су-27.
Экспозиция
В наземной экспозиции были выставлены как военные, так и гражданские самолёты и вертолёты, большое количество беспилотных летательных аппаратов и средств ПВО. Особое место занимали первый в мире сверхзвуковой лайнер Ту-144 и тяжёлый транспортный самолёт Ан-124. В общей сложности было выставлено 740 образцов авиатехники. Для посетителей авиасалона был открыт доступ в кабины множества летательных аппаратов.
Российские (ОКБ Туполева, ОКБ Сухого, Концерн ПВО «Алмаз-Антей», НПО машиностроения, ФГУП Базальт, ГКНПЦ имени М. В. Хруничева и другие) и зарубежные фирмы (Boeing, Thales, Мотор Сич и другие) представили свои разработки в 19 крытых павильонах. Малые и средние по габаритам объекты, такие как авиадвигатели, авиационные средства поражения и авиационные приборы, были представлены действующими образцами; а более крупные, такие как корабельные системы и комплексы ПВО, — с помощью макетов и видеопрезентаций. Среди новинок, представленных в павильонах, некоторые иностранные обозреватели отметили новую бортовую РЛС разработки НИИП с активной фазированной антенной решёткой, содержащей более 1000 приёмо-передающих модулей. Авторитетное британское издание Flight Global предположило, что именно этой РЛС будет оснащаться пятого поколения Су-57.
На выставке были также представлены некоторые образцы техники, косвенно связанные с аэрокосмической отраслью: стрелковое и ракетное оружие для десантных подразделений и средства связи.
В связи с экономическим кризисом в наземной экспозиции авиасалона в 2009 году практически не было представлено самолётов и вертолётов иностранного производства. В частности, по особому распоряжению президента США Барака Обамы не были представлены самолёты американских ВВС, о чём официально было заявлено 14 августа 2009 года. Основную часть экспозиции занимали самолёты российского и совместного российско-украинского производства.
Лётная программа
Показательные полёты выполнили многие российские и зарубежные пилотажные группы: «Русские Витязи» на 4 самолётах Су-27 (только в последний день авиашоу), «Стрижи» на 4 самолётах МиГ-29, «Соколы России» на 4 самолётах Су-27, «Патруль де Франс» на 9 самолётах Alpha Jet (Франция), «Фречче Триколори» на 10 самолётах Aermacchi MB-339 (Италия), «Baltic Bees Jet Team» на самолётах L-39 (Латвия).
Также проводился индивидуальный пилотаж на боевых (МиГ-29, Су-27, Rafale), спортивных и гражданских (Sukhoi Superjet 100) самолётах, а также на вертолётах (Ка-52) и парапланах. Французский истребитель Rafale стал единственной иностранной новинкой авиасалона среди боевых самолётов и единственным западным боевым самолётом, представленным в качестве участника показательных полётов.
Низкая облачность в дни проведения авиасалона несколько ограничила проведение пилотажной программы. В целях безопасности организаторами были ограничены высотные перестроения пилотажных групп.
Итоги
В МАКС-2009 приняли участие 711 компаний из 34 стран (в том числе 436 российских), было проведено 38 конференций и брифингов, работу авиасалона освещали около 3 тысяч журналистов. Значительное место в программе МАКС заняли научные конференции и симпозиумы: молодёжный форум «Вузовская наука и авиационно-техническое творчество молодёжи», II конференция ОАО «ОАК» «Система подготовки кадров для авиационной промышленности», встреча президента АССАД Чуйко В. М. с молодыми специалистами и студентами авиадвигателестроительных ВУЗов.
На МАКС-2009 побывали 550 тысяч человек, что лишь немного меньше рекордных показателей 2005 года.
Было заключено контрактов на 10 млрд $, что стало рекордным показателем для МАКС, практически втрое превысив показатели 2007 года и вдвое — 2005 года.
Наиболее значительный контракт был заключён Министерством обороны РФ на поставку новой авиационной техники — в сумме более 80 единиц (то есть практически 5 % от общего парка авиатехники ВВС России) и на модернизацию и ремонт ещё более 200 единиц. Как пишет ряд изданий, количество закупленных самолётов приблизилось к показателям советского времени. В частности, были заключены контракты на поставку 48 новых истребителей Су-35С (о планах этой поставки премьер-министр России Владимир Путин заявлял ещё в мае 2009 года и на производство которых на МАКС-2009 были выделены 3,5 млрд рублей Внешэкономбанком), 12 истребителей Су-27СМ и 4 самолёта Су-30МК2. Были заключены долгосрочные контракты на поставки фронтовых бомбардировщиков Су-34 (32 единицы) и истребителей МиГ-29СМТ. Стало известно о закупке для войск 25 ударных вертолётов Ка-52.
Значимым событием МАКС-2009 стал контракт на поставку 14 различных видов ракетного оружия для ВВС РФ, заключённый ВВС РФ с корпорацией «Тактическое ракетное вооружение» на сумму порядка 6 млрд рублей. Это самый крупный единовременный заказ на авиационные средства поражения в истории современной России.
Компания «Атлант-Союз» подписала контракт с «Ильюшин Финанс Ко» на поставку 30 новых региональных самолётов Ан-148 и 15 среднемагистральных Ту-204СМ общей стоимостью 1,2 млрд $.
Внешэкономбанк выделил 250 млн $ компании «ВЭБ-лизинг» для покупки самолётов Sukhoi Superjet 100 с целью дальнейшей передачи их «Аэрофлоту».
- Воздушный шар с анонсом МАКС-2009.
- Бе-200 выливает воду, окрашенную в цвета российского флага
- Индивидуальный пилотаж на вертолёте Ка-52
- Индивидуальный пилотаж на истребителе Rafale. Совмещение фото.
- Региональный пассажирский лайнер Sukhoi Superjet 100.

## МАКС-2011
X Международный авиационно-космический салон МАКС-2011 прошёл с 16 по 21 августа 2011 года в городе Жуковский, Московская область. За шесть дней работы авиасалона зрители смогли увидеть более 240 единиц авиатехники, из которых более 90 приняли участие в лётной программе. На МАКС-2011 в небо поднялись, в частности, самолёты Sukhoi Superjet 100, Airbus A380 и Boeing Dreamliner. Премьерой авиасалона стало выступление находящегося в разработке российского истребителя пятого поколения ПАК ФА (Т-50), два прототипа которого (Т-50-1 и Т-50-2) приняли участие в лётной программе. В работе МАКС-2011 приняли участие 800 компаний из 40 стран мира.
Авиасалон в Жуковском посетили 440 тысяч человек. Стоимость билетов на мероприятие варьировалась от 600 до 13,7 тысячи рублей.
Стоимость контрактов, заключённых на МАКС-2011, превысила 10 млрд $, побив рекорды предыдущих авиасалонов. По словам президента ОАК Михаила Погосяна, за три первых дня работы МАКС-2011 корпорация ОАК заключила контракты на общую сумму в 7,5 млрд $: были проданы пассажирские самолёты МС-21 на 6 млрд $ и Sukhoi Superjet 100 — на 1,5 млрд $. В числе покупателей — госкорпорация «Ростехнологии» (50 пассажирских самолётов МС-21), лизинговая компания «Ильюшин Финанс» (28 МС-21 и опцион ещё на 22 лайнера) и индонезийская авиакомпания PT Sky Aviation (12 Sukhoi Superjet 100). Кроме того, ОАК заключила с компанией «ВЭБ-лизинг» соглашение на поставку 24 самолётов SSJ-100, которые впоследствии будут переданы авиакомпании «Ютэйр».
- Общий вид выставки
- A-380 в полёте.
- Boeing 787 Dreamliner в наземной экспозиции.
- Sukhoi Superjet 100.
- Прототип Т-50-1 ПАК ФА.

## МАКС-2013
Авиасалон МАКС-2013 прошёл с 27 августа по 1 сентября 2013 года. Первые дни салон работал только для бизнес-аудитории, затем открылся для всех посетителей. В первый день МАКС-2013 принял 157 тыс. человек. Всего международный авиационно-космический салон в 2013 году посетило 350 тыс. зрителей. Было представлено 256 российских и зарубежных летательных аппаратов.
Экспозиция
На международном авиационно-космическом салоне были представлены российские и иностранные военные, гражданские летательные аппараты, средства ПВО, а также разработки в области авионики. Одной из премьер МАКС-2013 стал учебно-боевой Як-130 серийного выпуска — в перспективе базовая машина для подготовки лётчиков-истребителей.
На авиационно-космическом салоне также дебютировал Ту-214ОН — первый российский самолёт, спроектированный специально для выполнения миссий наблюдения в рамках международного договора «Открытое небо».
Впервые был представлен на МАКС-2013 гражданский транспортный вертолёт Ми-171А2. «Мозг» самолёта — интегрированный пилотажно-навигационный комплекс бортового радиоэлектронного оборудования КБО-17 — полностью разработан и создан Ульяновским конструкторским бюро приборостроения (УКБП), входящим в КРЭТ.
На авиасалоне, в павильоне КРЭТ был представлен действующий тренажёр вертолёта, разработанный УКБП и Центром научно-технических услуг «Динамика», а также макет-демонстратор кабины модифицированного многоцелевого самолёта-амфибии Бе-200ЧС, разработанный Научно-исследовательским институтом «Авиационное оборудование».
Впервые был продемонстрирован пилотажный тренажёр ПТ-МС-21-300 для обучения экипажей лайнеров МС-21.
Отечественные разработки в области бортового радиоэлектронного оборудования и систем радиоэлектронной защиты были представлены в выставочном павильоне КРЭТ. Среди них инновационные компоненты МС-21, в том числе информационно-вычислительный комплекс системы управления ИВК-КСУ-МС-21, разработанный Московским институтом электромеханики и автоматики (МИЭА).
В павильоне были также представлены современные авиационные радары. В частности, бортовая радиолокационная станция Н-025Э для военного вертолёта Ми-28НЭ и самая мощная в мире радиолокационная система управления для Су-35 «ИРБИС-Э», выпущенные Государственным Рязанским приборным заводом. «ИРБИС-Э» способна «видеть» на расстоянии до 400 км, распознавать класс и тип воздушных целей, а также определять государственную принадлежность противника.
Ещё одной новинкой на авиасалоне стала бортовая радиолокационная станция для истребителя МиГ-35 «Жук-АЭ» FGA и FGA 35 с активной фазированной решёткой (АФАР) «Корпорации „Фазотрон-НИИР“». Холдинг «Вертолёты России» продемонстрировал на МАКС-2013 порядка 14 единиц техники. В том числе, военные вертолёты Ка-31, Ка-52 «Аллигатор», Ка-226Т, Ми-35М, гражданские Ми-38, Ми-171А2.
Разработки в области двигателестроения представил холдинг «Объединённая двигателестроительная корпорация» (ОДК). В частности, современный двигатель ПД-14 для МС-21, двигатель 117 С для истребителя СУ-35, двигатель SaM146 для самолётов Сухой Суперджет-100.
На авиасалоне был представлен макет транспорто-энергетического модуля и ЯЭДУ, глава центра имени Келдыша Аталий Коротеев сообщил о том, что работы по созданию ядерной энергодвигательной установки мегаваттного класса, для полётов в дальний космос перешли на стадию рабочего проектирования.
Лётная программа
Гвоздём программы стало участие российских лётчиков в показательных выступлениях на военных и гражданских самолётах и демонстрация летательных аппаратов, в частности, современного истребителя пятого поколения Т-50. Впервые на авиационно-космическом салоне МАКС можно было увидеть групповой пилотаж сразу трёх истребителей пятого поколения Т-50.
В рамках работы авиасалона МАКС-2013 начальник 4-го Государственного центра подготовки авиационного персонала и войсковых испытаний МО РФ (г. Липецк) Заслуженный военный лётчик России генерал-майор Александр Харчевский выполнил полёт на новом многофункциональном истребителе Су-30СМ, который с этого года проходит лётные испытания.
Показательный полёт выполнили авиационная группа высшего пилотажа ВВС России «Русские Витязи» на истребителях Су-27П и Су-27УБ, группа «Стрижи» на истребителях МиГ-29, авиационная группа высшего пилотажа ВВС России «Соколы России» на истребителях четвёртого поколения Су-27,
пилотажные группы «Русь» (ДОСААФ России) и «Первый полёт» на поршневых самолётах ЯК-52 и ЯК-54. Впервые приняла участие пилотажная группа российских ВВС «Беркуты» от «Вертолётов России», летающая на шести ударных вертолётах Ми-28Н.
Впервые в Россию приехала пилотажная группа «1-е августа» ВВС Китая, которая выступила на высокоскоростных реактивных истребителях китайского производства 4-го поколения J-10.
Новинкой МАКС-2013 стали демонстрационные полёты самолётов Швейцарской Конфедерации — F/A-18 Макдоннел-Дуглас («Хорнет»). Впервые на Авиасалоне в г. Жуковском выступила французская пилотажная группа «Breitling Jet Team» на семи учебно-тренировочных самолётах Aero L-39 Albatros.
В числе традиционных участников МАКС выступили ВВС Франции на истребителях производства французской компании «Дассо» — «Рафаль» («Шквал»).
Премьерный показ на МАКС-2013 провела чешская компания Evektor. Она представила лёгкий многоцелевой пассажирский 9-местный 2-моторный самолёт укороченного взлёта и посадки.
Второй раз на МАКС принял участие самый большой широкофюзеляжный двухпалубный четырёхдвигательный турбореактивный пассажирский самолёт концерна Airbus А-380 — крупнейший серийный авиалайнер в мире с размахом крыла 80 м.
Также на авиационно-космическом салоне выступила латвийская пилотажная группа «Baltic Bees».
Итоги
Участие в МАКС-2013 приняли 864 компании из 44 стран мира. Общая сумма заключённых контрактов составила 21,2 млрд $, что заметно превышает показатель 2011 года.
На МАКС-2013, впервые за четыре года, были подписаны военные контракты. Большая часть сделок была заключена отечественными самолётостроителями на поставку воздушных судов гражданского назначения. В частности, портфель заказов на самолёты МС-21 пополнился на 82 единицы, на Sukhoi Superjet-100 — на 96 машин. Суммарная стоимость сделок превысила 9 млрд $. Договорённости «Объединённой авиастроительной корпорации» с Минобороны России на поддержание лётной годности воздушных судов оцениваются в 3 млрд $. Крупную сделку с Министерством обороны РФ на выполнение опытно-конструкторских работ по созданию комплекса радиоэлектронной борьбы (РЭБ) «Хибины-У» для самолётов фронтовой авиации оформил Калужский научно-исследовательский радиотехнический институт (КНИРТИ), входящий в Концерн «Радиоэлектронные технологии». Стоимость работ по контракту составит 1,6 млрд рублей.
Корпорация ВСМПО-АВИСМА и компания Airbus подписали на авиасалоне МАКС-2013 меморандум о взаимопонимании, предусматривающий расширение стратегического партнёрства в сфере производства, обработки и переработки титановой продукции. В рамках этого соглашения, ВСМПО-АВИСМА и Airbus будут совместно разрабатывать новые титановые сплавы для программ компании Airbus.
В первый день работы МАКСа, холдинг «Вертолёты России» подписал ряд соглашений и контрактов с зарубежными партнёрами. В частности, был заключён контракт с колумбийской Vertical de Aviacion на поставку пяти вертолётов Ми-171А1 и пяти вертолётов Ка-62. Ожидается, что поставки Ми-171А1 начнутся в 2015 году, поставки Ка-62 — с 2016 года.
Кроме того, «Вертолёты России» подписали меморандум о взаимопонимании с Siemens, который закрепляет решение российской компании о выборе PLM-технологии от Siemens в качестве стандарта для автоматизированного проектирования и управления данными об изделии на всех предприятиях холдинга.
Между КРЭТ и холдингом «Вертолёты России» также было подписано генеральное соглашение о сотрудничестве в области разработки, поставки и послепродажного обслуживания вертолётной техники.
Соглашения о намерениях приобрести 100 самолётов Bombardier Q400 NextGen подписали две российских лизинговых компании, стоимость сделок оценена в 3,4 млрд $. В частности, дочерняя структура Ростеха лизинговая компания «Авиакапитал сервис» обеспечит поставку в Россию 50 самолётов Q400 NextGen, построенных в Канаде.
На российских мощностях должно быть собрано минимум 50 машин. На них подписано соглашение между российской лизинговой компанией «Ильюшин Финанс» и «Бомбардье». В нём уточняется, что самолёты будут закуплены у совместного предприятия канадцев и Ростеха.
Входящий в Ростех холдинг «Авиационное оборудование» и «дочка» Объединённой авиастроительной корпорации («ОАК») — «ОАК-Транспортные самолёты» (ОАК-ТС) заключили долгосрочный договор на поставку комплектов авиационного оборудования для тяжёлого военно-транспортного самолёта Ил-76МД-90А, а также послепродажное и сервисное обслуживание систем для Ил-76МД-90А.
Кроме того, Концерн и «Объединённая авиастроительная корпорация» (ОАК) также договорились о сотрудничестве в области поставок бортового радиоэлектронного оборудования (БРЭО). По условиям подписанного соглашения КРЭТ создаст систему централизованных поставок и послепродажного обслуживания оборудования, сопряжённую с соответствующими операционными центрами ОАК. Соглашение предусматривает ответственность КРЭТ за весь жизненный цикл поставляемого на воздушные суда ОАК БРЭО: от разработки эскизного макета до послепродажного и сервисного обслуживания готовых изделий.

## МАКС-2015
В 2015 году МАКС состоялся 25-30 августа. В ходе авиасалона были продемонстрированы военные и гражданские образцы авиационной техники и материалы для неё, а также тренажёры для управления самолётами.
Лётная программа
Наряду с показательными полётами таких пилотажных групп как «Русские Витязи», «Стрижи», «Соколы России» и «Беркуты», впервые выступила новая российская пилотажная группа «Крылья Тавриды». Были продемонстрированы демо-полеты Ка-52 «Аллигатор», Т-50, Су-34, Су-35, Су-30, Sukhoi Superjet 100, Бе-200
В первый раз на МАКСе принял участие турбореактивный пассажирский самолёт концерна Airbus А350
Также на авиационно-космическом салоне выступила латвийская пилотажная группа «Baltic Bees»

## МАКС-2017
В 2017 году МАКС состоялся 18-23 июля. Тринадцатый авиасалон МАКС по всем показателям превзошёл авиасалон 2015 года. Объём контрактов и договор о намерениях достиг 394 млрд рублей. На авиасалоне выступило 8 пилотажных групп и 90 воздушных судов. Авиасалон в 2017 году посетило более 50 иностранных делегаций. В дни работы специалистов МАКС собрал около 70 000 посетителей.
Наиболее крупными сделками на МАКС-2017 стали твёрдый контракт на поставку 20 самолётов Sukhoi Superjet 100 авиакомпании «Аэрофлот — российские авиалинии» и контракт на поставку в операционный лизинг 16 самолётов МС-21 авиакомпании Red Wings.
Лётная программа
В рамках ависалона выступили как пилотажные группы ВКС России, так и частные пилотажные группы. ВКС представили лётчики пилотажных групп «Русские витязи», «Стрижи» и «Соколы России». Кроме того, выступили лётчики трёх гражданских пилотажных групп: «Русь», «Первый полет» и Chelavia Team.
На авиасалоне выступило две зарубежных пилотажных группы — Fursan Al Emarat (ОАЭ) и Baltic Bees Jet Team (Латвия).

## МАКС-2019
В 2019 году МАКС открылся 27 августа и продлился до 1 сентября. В авиасалоне приняли участие 827 компаний из 33 стран. Китай впервые стал соорганизатором авиасалона.
Премьера этого авиасалона — совместный китайско-российский самолёт CR929 (латинские C и R — от названия участников проекта China и Russia); впервые представлен в России.
Представлен полноразмерный макет первого российского авиадвигателя ПД-14 в двух вариантах — в рамках экспозиции и непосредственно под крылом новой летающей лаборатории на базе Ил-76.
Представлен макет российского сверхзвукового бизнес-джета разработки ЦАГИ.
В рамках МАКС-2019 на статической экспозиции впервые был выставлен самолёт Су-57.
Авиасалон посетил президент Турции Реджеп Тайип Эрдоган.
Лётная программа
В рамках авиасалона МАКС-2019 выступили как пилотажные группы ВКС России, так и частные российские пилотажные группы. От ВКС выступили «Стрижи», «Русские Витязи», «Соколы России», а также пилотажная группа на вертолётах «Беркуты». При этом «Стрижи» и «Русские Витязи» выступали только в дни открытого посещения, а самолёты обеих этих пилотажных групп не взлетали с полосы авиасалона, а прибывали туда со своего аэродрома базирования. Также на авиасалоне выступили пилотажные группы: Вяземского учебного авиационного центра ДОСААФ «Русь», авиационного спортивного клуба «Первый полёт» и «Колибри». С сольной программой выступила семикратная чемпионка мира по высшему пилотажу Светлана Капанина.
Из зарубежных участников выступило две пилотажные группы — «Балтийские пчёлы» и ANBO. При этом литовская пилотажная группа ANBO выступила на авиасалоне МАКС в этом году впервые.

## МАКС-2021
В 2021 году МАКС проходил с 20 по 25 июля.
В церемонии открытия 15-го Международного авиационно-космического салона принял участие Президент России Владимир Путин.
- Премьеры: макет перспективного однодвигательного истребителя ЛТС (Checkmate/Шах-и-мат/Су-75), лайнер МС-21-310 (впервые показана модификация с отечественными двигателями ПД-14), летающая лаборатория Як-40ЛЛ со сверхпроводящим электродвигателем[116], тяжёлый ударный беспилотник «Охотник» (макет), авиационная управляемая ракета «Гром-Э2», многофункциональная неуправляемая авиационная ракета повышенной эффективности С-13Б[117].
- Показы: Ми-8 МТВ-1, модель сверхзвукового пассажирского самолёта «Стриж», различные новые БПЛА, новый космический скафандр[118][119].

## МАКС-2023
В 2023 году авиасалон МАКС не проводился. Проведение Международного авиационно-космического салона впервые за 30 лет было перенесено, таким образом, МАКС-2023 перенесли на 2024 год по «соображениями безопасности». Однако, в мае 2024 года в СМИ появилась информация об очередном переносе мероприятия по тем же причинам на этот раз на 2025 год, что фактически означает отмену мероприятия 2023-го года, так как в 2025 году должен состояться по графику проведения (раз в два года) уже МАКС-2025..
В июне 2024 года слухи об отмене авиасалона были подтверждены официально.

## Происшествия
- 28 июля 1992 года при отработке элемента «карусель» был потерян Як-38: после завершения фигуры возник опасный крен, из-за которого сработала автоматическая система аварийного покидания самолёта, и пилота Як-38, заслуженного лётчика-испытателя СССР Виктора Заболотского, катапультировало в соответствии с алгоритмом работы системы спасения. Лётчик не пострадал[34]. Потерянный самолёт должен был совместно с другим Як-38 открывать «МосАэроШоу' 92». Организаторы вышли из положения таким образом, что флаг авиасалона пронесла пара, состоящая из самолёта Як-38 и вертолёта Ми-8.
- 18 августа 1997 года за день до открытия авиасалона при выполнении тренировочного полёта разбился опытный экземпляр самолёта-амфибии Бе-103. После взлёта в 11:14 самолёт набрал высоту около 100 м, затем пилот ввёл самолёт в крутой вираж с набором высоты при недостаточной скорости, что привело к непреднамеренному выходу на закритические углы атаки и сваливанию, для выхода из которого не хватило запаса высоты (предположительно, действия пилота были связаны с необходимостью соблюдения границы заданной зоны пилотирования). Самолёт упал на территории аэродрома, пилот, лётчик-испытатель второго класса Владимир Николаевич Ульянов, погиб[122].
- 16 августа 2009 года во время тренировочного полёта в рамках подготовки к МАКС-2009 произошло столкновение двух истребителей Су-27 пилотажной группы «Русские витязи». Погиб командир (ведущий) группы, заслуженный военный лётчик Российской Федерации, гвардии полковник Игорь Ткаченко, пострадали ещё несколько человек, в том числе жители садового товарищества «Белозёриха»[123]. Открытие авиасалона 18 августа началось с минуты молчания в память о погибшем пилоте[124].
- 20 августа 2009 самолёт Ан-70, готовившийся к взлёту, выруливал на повороте взлётной полосы. Пилот не рассчитал расстояние до ближайшего самолёта и крылом задел трап стоящего самолёта (различные источники называют Ил-76[125] или Ил-96-400[126]). В происшествии никто не пострадал, трап был заменён в течение 5 минут, самолёты вреда не получили[126]. Однако фирма «Антонов» это сообщение опровергла и заявила, что столкновения не было, а их Ан-70 20 августа вылетел в Киев[125].
- 18 августа 2011 года самолёт L-39 пилотажной группы Балтийские пчёлы при посадке сошёл с полосы.
- 21 августа 2011 при разгоне самолёта ПАК ФА была видна вспышка, после чего был выпущен тормозной парашют, и самолёт остановился в пределах взлётной полосы. По предварительным данным, причиной инцидента стал помпаж двигателя[127].

## Критика салона
Традиционно основную критику авиасалона вызывает очень большой наплыв посетителей (до 300 000 человек в день). По мнению ряда журналистов, администрация авиасалона делает недостаточно для обеспечения столь массово посещаемого мероприятия. В качестве конкретных претензий обычно предъявляются: большие очереди, пробки и транспортные проблемы (прежде всего, на вход, что обусловлено очень жёсткой системой безопасности), дороговизна общественного питания и недостаточное кондиционирование воздуха в павильонах. Также некоторые критики упрекают организаторов, что основу экспозиции составляет авиатехника советского образца.
С критиками, считающими, что МАКС уступает по уровню организации ведущим авиасалонам мира, не согласна другая часть российской и западной прессы. Так датская ежедневная газета «Бёрсен» отмечала, что международный авиационно-космический салон по уровню организации не уступает салонам в Ле Бурже и Фарнборо. Также ряд авторитетных мировых организаций, такие как Союз аэрокосмической промышленности Германии и Торгово-промышленная палата Франции, в официальных отзывах к авиасалону МАКС-2009 отмечали высокое качество проведения мероприятия. Администрация авиасалона утверждает, что салоны проводятся с высоким уровнем организации, и являются визитной карточкой России. По мнению главы госкорпорации «Ростехнологии» Сергея Чемезова, цены на участие в авиасалоне МАКС-2009 вполне приемлемые. Он отметил, что аренда площадей на МАКС примерно на 10 % ниже, чем на авиасалоне Ле Бурже и в 1,1-1,8 раза ниже чем на авиасалоне Фарнборо.

## Прочие факты
- С 2001 года в городе Жуковский существует подростково-просветительный клуб «МАКСята», который объединяет детей, родившихся в Жуковском в дни проведения авиасалонов. Всего в период с 1993 по 2007 год родилось 82 таких ребёнка[136].
- На МАКС-2009 работники подмосковного управления Федеральной службы судебных приставов (ФССП) РФ совместно с сотрудниками УВД на воздушном и водном транспорте региона провели рейд по вычислению должников среди посетителей авиасалона. Судебные приставы обосновались на перехватывающей автостоянке около деревни Верея Раменского района с плакатом «Должник, хочешь испытать чувство полёта?! Заплати долги и лети!» С «уклонистов» было взыскано свыше 12 млн рублей[137].
- С 2017 года на авиасалоне МАКС работает площадка МАКС-Приорити[138]. Билет на эту площадку стоит заметно дороже обычного, но включает в себя трансфер непосредственно на территорию авиасалона, экскурсию по статической экспозиции с возможностью посещения части бортов, включённое питание в течение всего дня, возможность общения с лётчиками (опционально) и пребывание на хорошей точке для обзора и фотографирования, которая приподнята над основной частью поля[138]. Для тех, кто предпочитает добираться собственным транспортом, предусмотрена парковка. Также в билет входит детская зона пребывания с аниматорами, где можно оставить детей, и авторские сувениры, не поступающие в продажу[138]. Помимо коммерческой составляющей, у площадки есть социальная сторона работы: в дни бизнес-посещений на площадку бесплатно имеют возможность приехать организованные группы маломобильных граждан и семьи с детьми-инвалидами. В 2019 году кортеж с маломобильными гражданами, посещающими МАКС по приглашению этой площадки, насчитывал 50 автомобилей. Проект получил поддержку Минсоцразвития[138].
- Впервые организованное посещение МАКСа группами маломобильных граждан было обеспечено в 2015 году при поддержке Российского союза молодёжи[138].

## Комментарии
1. ↑  Цена одноразового посещения для конечного потребителя, включая услуги агентства.
2. ↑  По данным журнала «Деньги» — 203 (Ямбаева, Рената (12 сентября 2005). Кассовые асы. Журнал «Деньги» № 36 (541). Архивировано 30 августа 2008. Дата обращения: 21 сентября 2009.)
3. ↑  По другим данным (История авиасалона МАКС. ОАО «Авиасалон». Дата обращения: 21 сентября 2009. Архивировано из оригинала 20 августа 2009 года.) — 489.